# Phacelopora constricta
Phacelopora constricta är en mossdjursart som beskrevs av Ulrich 1890. Phacelopora constricta ingår i släktet Phacelopora och familjen Phaceloporidae. Inga underarter finns listade i Catalogue of Life.